# Hezychiusz z Aleksandrii

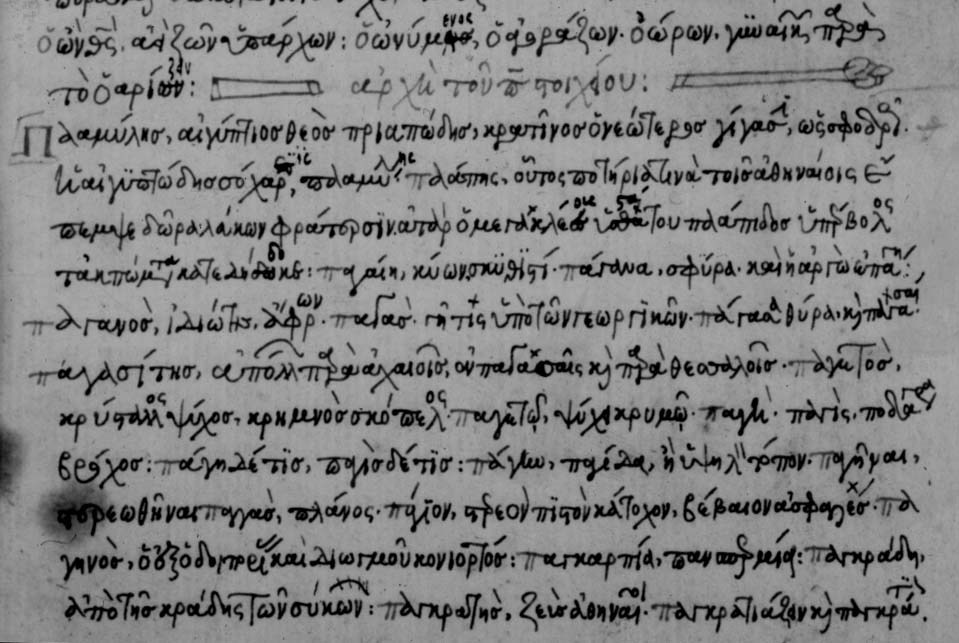
Fragment manuskryptu XV-wiecznej kopii leksykonu Hezychiusza

Hezychiusz z Aleksandrii, gr. Ησύχιος ὁ Ἀλεξανδρεύς, łac. Hesychius (V/VI wiek n.e.) – grecki gramatyk i leksykograf późnoantyczny.
Był twórcą obszernego i bardzo bogatego leksykonu Συναγωγή Πασών Λέξεων κατά Στοιχείον, objaśniającego rzadkie słowa występujące u autorów greckich – niekiedy z podaniem ich źródła (także pisarzy Nowego Testamentu) oraz wyrażenia w różnych formach dialektycznych. Dzieło zachowało się w jednym rękopisie z XV wieku. Pomimo drobnych przeróbek, dodatków i skrótów, jest nieocenionym źródłem w badaniach językowych, a także pomocą w krytyce tekstu poetów greckich. Jego wyjaśnienia są niezwykle pomocne dla zrozumienia niektórych zagadnień społecznych i religijnych starożytności.